# Bogusław Drzepecki
Bogusław Drzepecki (ur. 13 marca 1906 w Felsztynie, zm. 8 września 1973) – polski duchowny katolicki działający przez dużą część życia na obszarze ZSRR, profesor Seminarium Duchownego w Łucku.

## Życiorys
Jego rodzicami byli Piotr i Apolonia Derepowie. Był jednym z ich trzynaściorga dzieci. Od 1918 do 1920 uczył się w gimnazjum polskim w Płoskirowie, a w 1922 nielegalnie przekroczył graniczny Zbrucz, by studiować w Polsce – najpierw ukończył Małe Seminarium Duchowne w Buczaczu i Włodzimierzu Wołyńskim (pod kierunkiem m.in. biskupa Piotra Mańkowskiego), a potem Seminarium Duchowne w Łucku (dokonał tu zmiany nazwiska z Derepa na Drzepecki). 7 września 1930 odebrał święcenia kapłańskie z rąk biskupa Mańkowskiego i do 1933 posługiwał we Włodzimierzu Wołyńskim. Od 1933 do 1937 studiował teologię na Papieskim Uniwersytecie Świętego Tomasza z Akwinu (Angelicum) i na tej uczelni się doktoryzował, po czym wrócił do Łucka, gdzie mianowano go profesorem i wicedyrektorem miejscowego Seminarium Duchownego.
W 1939, po rozpoczęciu wojny, był zmuszony udać się do Huty Stepańskiej, gdzie pełnił rolę proboszcza. Po 1941, po pierwszych atakach banderowców, wspierał twórców ośrodków samoobrony i wraz z innymi wydostał się z okrążenia i udał do Kowla, gdzie również był proboszczem. Po ewakuacji do Lublina odmówił profesury na Katolickim Uniwersytecie Lubelskim i oddał się do dyspozycji biskupa Adolfa Szelążka. W 1944 wrócił na Wołyń i był jedynym księdzem diecezji łuckiej, który powrócił tu z zachodu. Biskup Szelążek ustanowił go administratorem diecezji żytomierskiej. Za ochronę polskiej ludności przed banderowcami w Hucie Stepańskiej odznaczony został Srebrnym Krzyżem Zasługi z Mieczami.
10 stycznia 1945 został aresztowany przez NKWD pod zarzutem zdrady na rzecz Watykanu (razem z nim aresztowano biskupa Szelążka i sześciu innych księży). Śledztwo w Kijowie trwało sześć miesięcy. Na wyrok oczekiwał ponad rok. W lipcu 1946 został skazany na dziesięć lat więzienia. Najpierw osadzono go w Charkowie (rozładowywał tu wagony), a potem, z kryminalistami, w Mordowii. W zimie 1947 trafił do Workuty, skąd zwolniono go w grudniu 1954. Odmówił powrotu do Polski i ponad pół roku oczekiwał na wskazanie miejsca zameldowania. Ostatecznie w lipcu 1955 zameldowano go w Zielonym Gaju niedaleko od Celinogradu, gdzie prowadził działalność duszpasterską na cały obwód celinogradzki. Mimo zagrożenia ponownymi represjami nadal nie opuścił ZSRR i 17 stycznia 1959 ponownie go aresztowano. Tym razem ciężkie śledztwo trwało siedem miesięcy i użyto w nim fałszywych świadków. Znów skazano go na dziesięć lat pozbawienia wolności i skierowano do obozu nad Czuną, niedaleko jeziora Bajkał. Pracował tu ponad siły w lasach i tartakach, dzięki czemu utracił zdrowie i przeżył załamanie psychiczne (pragnął nawet wyjechać do Polski). Ostatecznie pracę zmieniono mu na lżejszą, a sąd w Ałma-Acie skrócił mu wyrok do pięciu lat. W kwietniu 1961 przeniesiono go do obozu w Sosnówce, gdzie koncentrowano duchownych różnych wyznań. Zwolniono go 18 stycznia 1964.
Po odzyskaniu wolności udał się do rodziców, do Winnicy, a potem przeniósł się do Celinogradu (Astany). Nie przebywał tu długo, ponieważ z uwagi na prowadzoną nielegalnie działalność duszpasterską, został zmuszony do opuszczenia Kazachskiej SRR i (nie mogąc uzyskać zameldowania) jeździł po Związku Radzieckim, mieszkając u rodziny oraz znajomych. Śledziły go stale służby komunistyczne. W 1966 pozwolono mu oficjalnie na pracę w kościołach w Szarogrodzie, Żmerynce i Czerniowcach. W sierpniu 1970 przyjechał na trzy miesiące do Polski, gdzie leczył się w Warszawie i Krakowie. W grudniu 1972 zrzekł się parafii w Czerniowcach. W Winnicy przeszedł operację płuc. Zmarł dzień po 43. rocznicy święceń kapłańskich – przygotowując się do mszy świętej dostał ataku kaszlu, a potem krwotoku. Pochowano go na cmentarzu przykościelnym.